# 水尾镇 (岑巩县)
水尾镇，是中华人民共和国贵州省黔东南苗族侗族自治州岑巩县下辖的一个乡镇级行政单位。

## 行政区划
水尾镇下辖以下地区：
水尾社区、新场村、大树林村、马家寨村、驾鳌村、老寨村、腊岩村、下坝村、长坪村、于河村、白水村和长冲村。